# Onkel Dagobert Taschenbuch
Das Onkel Dagobert Taschenbuch war eine Comicreihe  mit Comics zur Comicfigur Onkel Dagobert, die von 1987 bis 1993 beim Egmont Ehapa Verlag im Taschenbuchformat monatlich erschien. Sie war eine Nebenreihe des Donald Duck Taschenbuchs und hatte das gleiche Format wie die Comicreihen Panzerknacker & Co., Ein Fall für Micky, Abenteuerteam und Unternehmen Fähnlein Fieselschweif. Insgesamt erschienen 82 Ausgaben. Jede Ausgabe hatte knapp 100 Seiten und wurde für 3,80 DM verkauft.
Die Ausgaben 1 bis 4 waren deutsche Versionen der dänischen Panzerknacker-Hefte „Bjørne-Banden“, die meisten folgenden Ausgaben waren Übersetzungen der dänischen Micky-Maus-Hefte.
Das Onkel Dagobert Taschenbuch folgte auf die eingestellte Reihe Panzerknacker & Co.

## Quelle
- Artikel auf Duckipedia